# Pycnopsyche lepida
Pycnopsyche lepida är en nattsländeart som först beskrevs av Hagen 1861.  Pycnopsyche lepida ingår i släktet Pycnopsyche och familjen husmasknattsländor. Inga underarter finns listade i Catalogue of Life.